# 城野駅 (JR九州)
城野駅（じょうのえき）は、福岡県北九州市小倉南区城野一丁目にある、九州旅客鉄道（JR九州）の駅である。
日豊本線を所属線とし、当駅を起点とする日田彦山線を加えた2路線が乗り入れる。日田彦山線の全列車は日豊本線経由で小倉駅まで乗り入れている。駅番号は日豊本線がJF04、日田彦山線がJI04。

## 歴史
- 1895年（明治28年）4月1日：九州鉄道（初代）が開設[4]。一般駅。
- 1907年（明治40年）7月1日：九州鉄道が国有化される[4]。
- 1956年（昭和31年）11月19日：日田線当駅 - 水町信号場（1962年廃止）間短絡線開通[5]。日田線の旅客列車が当駅経由となる[6]。
- 1960年（昭和35年）4月1日：日田線が日田彦山線と改称[5]。
- 1963年（昭和38年）10月1日：貨物取扱廃止、旅客駅化[3]。
- 1985年（昭和60年）3月14日：荷物扱い廃止[3]。
- 1987年（昭和62年）
  - 3月11日：駅舎改築[7]。
  - 4月1日：国鉄分割民営化により、九州旅客鉄道（JR九州）が継承[8]。
- 1994年（平成6年）2月28日：駅構内に直営コンビニエンスストア生活列車が開店する[9]。
- 2000年（平成12年）8月11日：自動改札機を設置し、供用開始[10]。
- 2009年（平成21年）3月1日：ICカード「SUGOCA」の利用を開始[11]。
- 2014年（平成26年）12月6日：新駅舎（橋上駅舎）使用開始[12]。
- 2015年（平成27年）4月8日：バス停や駐輪場などのある南口駅前広場が完成[13]。
- 2016年（平成28年）3月30日：北口駅前広場が完成。駅から国道10号線を渡り旧自衛隊跡地の再開発地区（BONJONO）への歩道橋（歩行者専用道路16号線）が開通。
- 2022年（令和4年）3月12日：みどりの窓口の営業時間が短縮され、7時30分から15時までの営業となる[2]。
- 2023年（令和5年）10月1日：JR九州サービスサポートによる業務委託駅から[14]九州旅客鉄道本体による直営駅へと変更される[15]。

## 駅構造
単式ホーム1面1線と島式ホーム2面4線の合計3面5線を有する橋上駅である。以前は北口側に駅舎のある地上駅だったが2014年12月6日に南北自由通路が完成しそれに接続する形になった。日田彦山線は電化されていないため、5番線の線路には架線が張られていない。
JR九州本体が運営する直営駅で、みどりの窓口が設置されている。SUGOCAの使用が可能である。

### のりば
| のりば | 路線       | 方向 | 行先                   | 備考          |
| ------ | ---------- | ---- | ---------------------- | ------------- |
| 1      | 日豊本線   | 下り | 行橋・中津・宇佐方面   | 一部2番のりば |
| 2      | 日田彦山線 | 下り | 田川後藤寺・添田方面   |               |
| 3      | 日豊本線   | 上り | 小倉・門司港・下関方面 | 一部2番のりば |
| 4      | 日豊本線   | 上り | 小倉・門司港・下関方面 | 一部2番のりば |
| 5      | 日田彦山線 | 上り | 小倉行き               |               |

- 2002年1月時点では日田彦山線の列車で当駅で折り返す設定があった[16]。

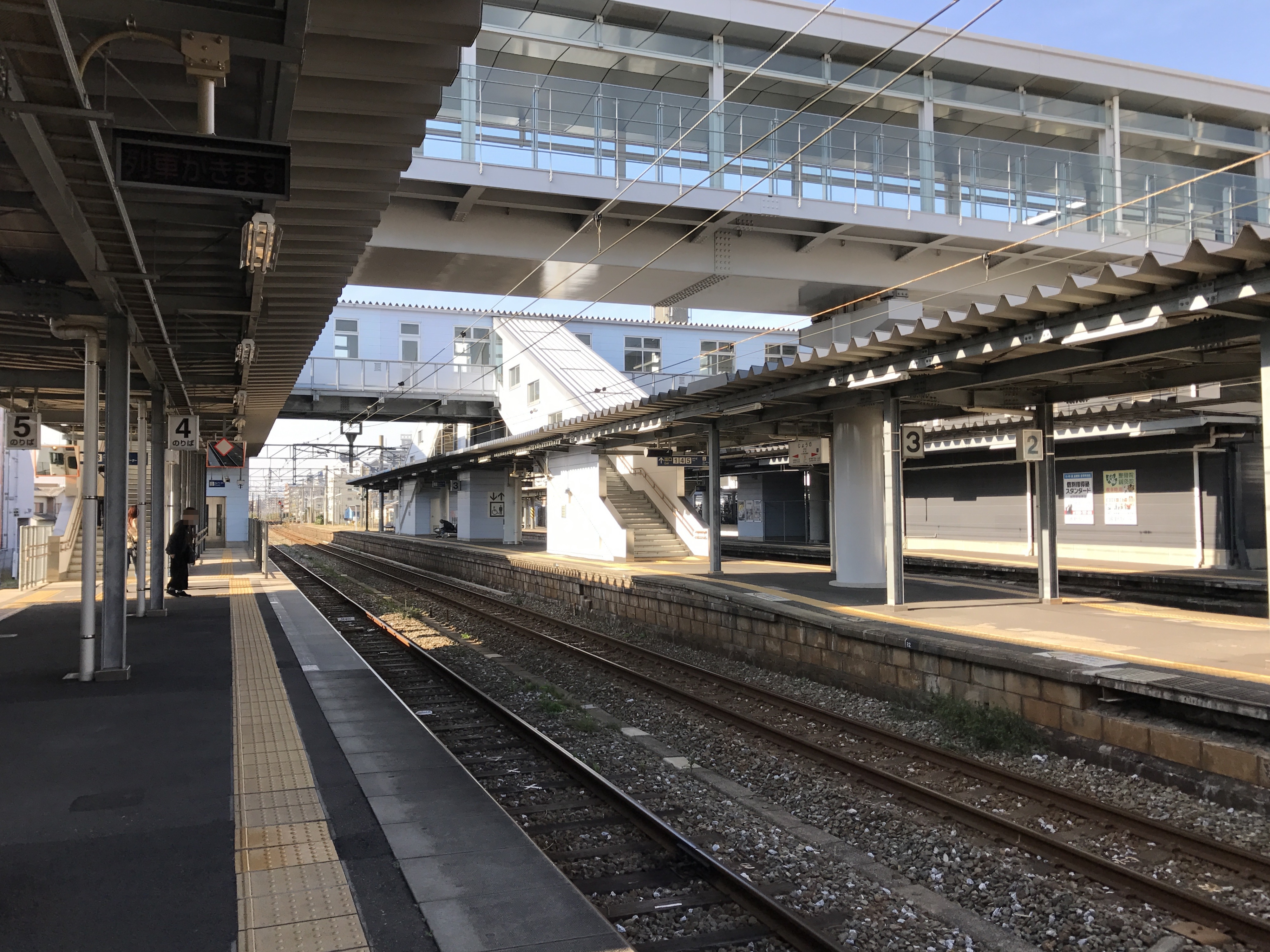
ホーム（2016年11月）
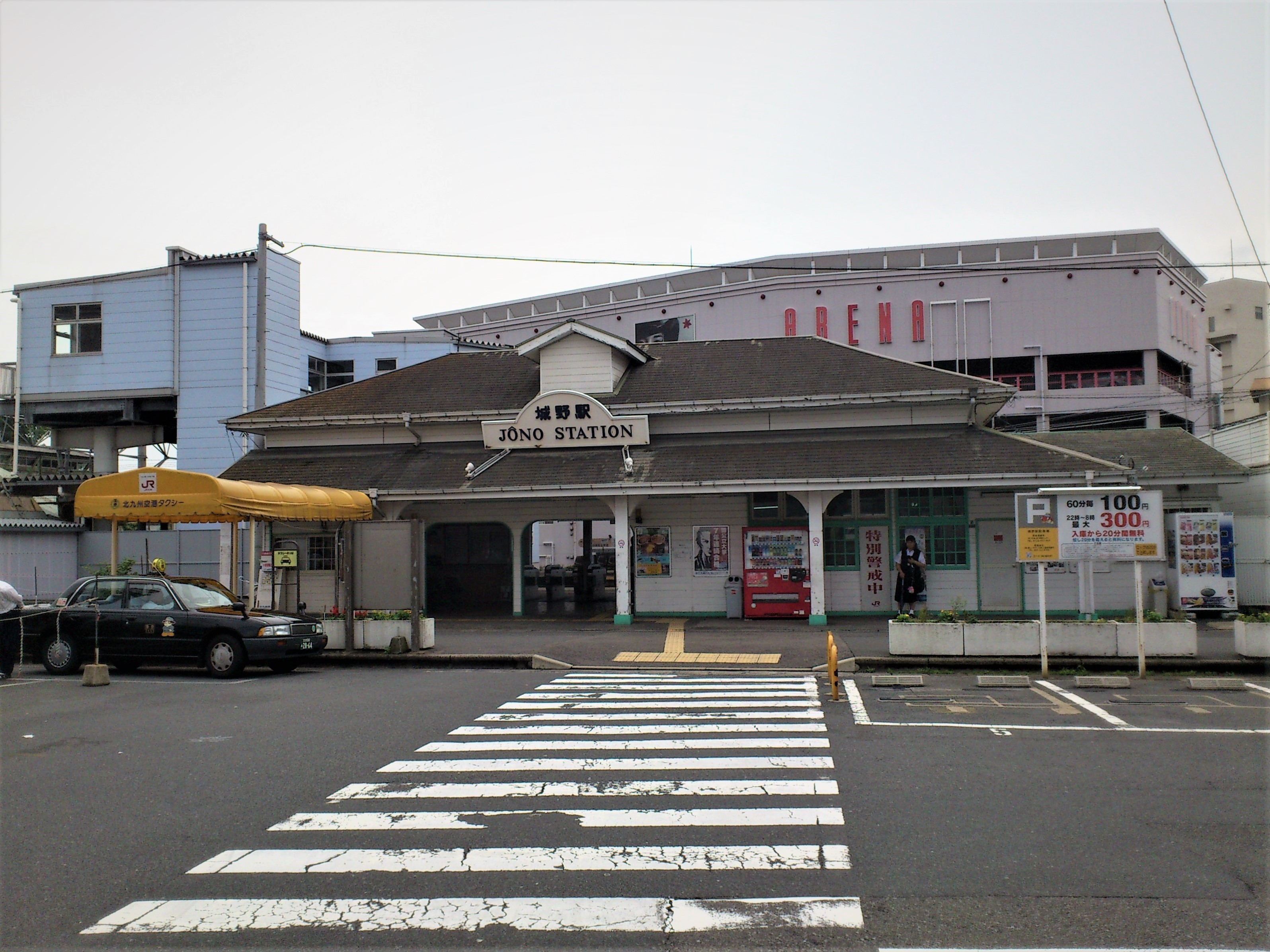
旧駅舎（2011年6月）

## 利用状況
2023年（令和5年）度の1日平均乗車人員は4,306人であり、JR九州の駅としては春日駅に次いで第47位である。
JR九州及びとうけい北九州によると、近年の1日平均乗車人員の推移は下記の通り。
| 年度   | 1日平均 乗車人員 | 出典   |
| ------ | ---------------- | ------ |
| 2000年 | 4,440            | [ 18 ] |
| 2001年 | 4,274            | [ 18 ] |
| 2002年 | 4,155            | [ 18 ] |
| 2003年 | 4,169            | [ 18 ] |
| 2004年 | 3,968            | [ 18 ] |
| 2005年 | 3,880            | [ 18 ] |
| 2006年 | 3,819            | [ 18 ] |
| 2007年 | 3,796            | [ 18 ] |
| 2008年 | 3,707            | [ 18 ] |
| 2009年 | 3,720            | [ 18 ] |
| 2010年 | 3,781            | [ 18 ] |
| 2011年 | 3,819            | [ 18 ] |
| 2012年 | 3,820            | [ 18 ] |
| 2013年 | 3,910            | [ 18 ] |
| 2014年 | 3,790            | [ 18 ] |
| 2015年 | 3,948            | [ 18 ] |
| 2016年 | 4,276            | [ 18 ] |
| 2017年 | 4,402            | [ 19 ] |
| 2018年 | 4,446            | [ 20 ] |
| 2019年 | 4,497            | [ 21 ] |
| 2020年 | 3,726            | [ 22 ] |
| 2021年 | 4,018            | [ 23 ] |
| 2022年 | 4,213            | [ 24 ] |
| 2023年 | 4,306            | [ 17 ] |

## 駅周辺
小倉南区の北端部、小倉北区との区境部にあたる市街地に位置している。周辺には複数の高校が存在するため朝夕の時間帯には通勤客や高校生で賑わう。
- 城野駅（モノレール） 当駅からは徒歩約15分程度（約800 m）。
- 福岡県立小倉商業高等学校
- 福岡県立小倉南高等学校
- 美萩野女子高等学校
- 北九州市立城南中学校
- 小倉日新館中学校
- 北九州市立城野小学校
- 小倉自動車学校
- 城野自動車学校
- 国道10号
- 福岡県警第二機動隊
- 美萩野臨床医学専門学校
- 福岡銀行城野支店
- 西日本シティ銀行城野支店
- 小倉富士見郵便局
- ゆめマート城野
- マルショク重住店
- BONJONO（城野ゼロカーボン先進街区、旧城野分屯地再開発事業）
  - 北九州総合病院
  - メディプラ城野
  - 北九州銀行城野支店

## バス路線
北口側の国道10号上に「城野駅前」、南口側の駅前広場内に「城野駅南口」停留所がある。いずれの路線も西鉄バス北九州が運行。

### 城野駅前
東進
- 3 - 安部山公園・サンリブシティ小倉 方面
- 10・11 - 吉田団地・恒見営業所 方面
- 特快10 - 沼小学校前・恒見営業所 方面
- 14 - 沼団地・下吉田団地第一 方面
- 15 - 沼団地・四季彩の丘第5 方面
- 17 - 下曽根駅北口・弥生が丘営業所 方面
- 18 - 下曽根駅北口・九州労災病院 方面

西進
- 10・特快10・14・15 - 三萩野・小倉駅バスセンター・砂津 方面
- 11 - 三萩野・南小倉駅前・井堀・浅生通り・浅生市場前 方面
- 17・18 - 三萩野・魚町・青葉車庫 方面

### 城野駅南口
- 12 - 若園・小倉南区役所前・国立小倉医療センター・中谷 方面 / 三萩野・小倉駅バスセンター・米町・砂津 方面

## 西鉄北方線城野駅前停留場（廃止）
城野駅の前を通る国道10号線が香春街道と交差する城野交差点付近には、かつて西日本鉄道北九州線北方支線（北方線）の城野駅前停留場があった。「駅前」の名称が付けられていたものの城野駅からは約500m離れていた。北方線は当停留場の下り方で日豊本線とアンダークロスしていた。停留場は上下線それぞれに乗降場が設けられていたが、安全地帯はなく乗降場位置の路面上に白線表示が設けられていた。他に上下線間の渡り線があり、朝夕のラッシュ時にはこの渡り線を使用して魚町 - 当停留場間の区間電車が増発された。1980年（昭和55年）11月2日の北方線全廃に伴い、同日付で当停留場も廃止となった。

## その他
- 当駅北側には戦後アメリカ軍にて接収された城野補給基地があり、朝鮮戦争の際この基地が拠点となった。当時駅よりこの基地へ引き込み線が敷設されていたが、その戦争により戦死した兵隊の遺体がこの基地に集められ、この引き込み線を通じて神戸港・横浜港へ搬送されていた[6]。朝鮮戦争後、この基地は陸上自衛隊小倉駐屯地の城野分屯地となり、2008年3月24日付で閉鎖された。現在、引き込み線の痕跡は一切残っていない。

## 隣の駅
九州旅客鉄道（JR九州）
 日豊本線
■快速（上り1本のみ運転、当駅より門司港方面各駅停車。）
南小倉駅 (JF03) ← 城野駅 (JF04) ← 下曽根駅 (JF06)
■普通
南小倉駅 (JF03) - 城野駅 (JF04) - 安部山公園駅 (JF05)
 日田彦山線（小倉駅 - 当駅間は日豊本線、石原町駅より小倉方面各駅停車。）
■快速（上り1本のみ運転）・■普通
南小倉駅 (JI03) - 城野駅 (JI04) - 石田駅 (JI05)